# Olimpiada szachowa 1937
7. Olimpiada szachowa rozegrana została w Sztokholmie w dniach 31 lipca–14 sierpnia 1937 roku.
Na starcie stanęło 19 drużyn i 94 uczestników. Zawody rozegrano systemem kołowym na dystansie 18 rund. W każdym zespole mogło wystąpić 5 zawodników (w tym jeden rezerwowy), natomiast mecze odbywały się na 4 szachownicach. 
Medale zdobyli reprezentanci Stanów Zjednoczonych (złote), Węgier (srebrne) oraz Polski (brązowe).
Podczas olimpiady rozegrano również 6. turniej o mistrzostwo świata kobiet, w którym uczestniczyło 26 zawodniczek, w tym 3 Polki. Tytuł ponownie obroniła Vera Menchik (Czechosłowacja), drugie miejsce zajęła Clarice Benini (Włochy), a trzecie wspólnie Milda Lauberte (Łotwa) i Sonja Graf (Niemcy). Polki osiągnęły następujące wyniki: Róża Herman i Regina Gerlecka – dzielone 10-16, natomiast Barbara Flerow-Bułhak – dzielone 17-20.

## Wyniki końcowe
| Miejsce | Kraj              | Punkty |
| ------- | ----------------- | ------ |
| 1       | Stany Zjednoczone | 54½    |
| 2       | Węgry             | 48½    |
| 3       | Polska            | 47     |
| 4       | Argentyna         | 47     |
| 5       | Czechosłowacja    | 45     |
| 6       | Holandia          | 44     |
| 7       | Estonia           | 41½    |
| 8       | Litwa             | 41½    |
| 9       | Królestwo SHS     | 40     |
| 10      | Szwecja           | 38½    |
| 11      | Łotwa             | 37½    |
| 12      | Finlandia         | 34     |
| 13      | Anglia            | 34     |
| 14      | Włochy            | 26½    |
| 15      | Dania             | 25½    |
| 16      | Islandia          | 23     |
| 17      | Belgia            | 22½    |
| 18      | Norwegia          | 19½    |
| 19      | Szkocja           | 14     |

## Medaliści drużynowi
| Szach.         | Zawodnicy          | Punkty | Partie | Procent |
| -------------- | ------------------ | ------ | ------ | ------- |
| Medale złote   |                    |        |        |         |
| 1              | Samuel Reshevsky   | 9½     | 16     | 59,4    |
| 2              | Reuben Fine        | 11½    | 15     | 76,7    |
| 3              | Isaac Kashdan      | 14     | 16     | 87,5    |
| 4              | Frank Marshall     | 6½     | 10     | 65      |
| 5              | Israel Horowitz    | 13     | 15     | 86,7    |
| Medale srebrne |                    |        |        |         |
| 1              | Andor Lilienthal   | 12     | 17     | 70,6    |
| 2              | László Szabó       | 12½    | 18     | 69,4    |
| 3              | Endre Steiner      | 14½    | 18     | 80,6    |
| 4              | Kornél Havasi      | 8½     | 15     | 56,7    |
| 5              | Árpád Vajda        | 1      | 4      | 25      |
| Medale brązowe |                    |        |        |         |
| 1              | Ksawery Tartakower | 6      | 13     | 46,2    |
| 2              | Mieczysław Najdorf | 9½     | 16     | 59,4    |
| 3              | Paulin Frydman     | 11½    | 16     | 71,9    |
| 4              | Izaak Appel        | 9      | 14     | 64,3    |
| 5              | Teodor Regedziński | 11     | 13     | 84,6    |

## Najlepsze wyniki indywidualne
Kryterium – procent zdobytych punktów.
| Miejsce       | Zawodnicy          | Punkty | Partie | Procent |
| ------------- | ------------------ | ------ | ------ | ------- |
| Szachownica 1 |                    |        |        |         |
| 1             | Salomon Flohr      | 12½    | 16     | 78,1    |
| 2             | Paul Keres         | 11     | 15     | 73,3    |
| 3             | Max Euwe           | 9½     | 13     | 73,1    |
| Szachownica 2 |                    |        |        |         |
| 1             | Reuben Fine        | 11½    | 15     | 76,7    |
| 2             | László Szabó       | 12½    | 18     | 69,4    |
| 3             | Petar Trifunović   | 11     | 16     | 68,8    |
| Szachownica 3 |                    |        |        |         |
| 1             | Isaac Kashdan      | 14     | 16     | 87,5    |
| 2             | Endre Steiner      | 14½    | 18     | 80,6    |
| 3             | Paulin Frydman     | 11½    | 16     | 71,9    |
| Szachownica 4 |                    |        |        |         |
| 1             | Gösta Danielsson   | 14     | 18     | 77,8    |
| 2             | Carlos Guimard     | 11     | 16     | 68,8    |
| 3             | Markas Luckis      | 11½    | 17     | 67,6    |
| Szachownica 5 |                    |        |        |         |
| 1             | Israel Horowitz    | 13     | 15     | 86,7    |
| 2             | Teodor Regedziński | 11     | 13     | 84,6    |
| 3             | Isaías Pleci       | 14     | 17     | 82,4    |